# Serapias nurrica
Serapias nurrica là một loài thực vật có hoa trong họ Lan. Loài này được Corrias miêu tả khoa học đầu tiên năm 1982.